# Albumy numer jeden w roku 1974 (USA)
Lista najlepiej sprzedających się albumów w Stanach Zjednoczonych w 1957 tworzona przez magazyn Billboard na podstawie Billboard 200.

## Historia notowania
| Data publikacji | Album                          | Artysta                      |
| --------------- | ------------------------------ | ---------------------------- |
| 5 stycznia      | The Singles: 1969–1973         | The Carpenters               |
| 12 stycznia     | You Don’t Mess Around with Jim | Jim Croce                    |
| 19 stycznia     | You Don’t Mess Around with Jim | Jim Croce                    |
| 26 stycznia     | You Don’t Mess Around with Jim | Jim Croce                    |
| 2 lutego        | You Don’t Mess Around with Jim | Jim Croce                    |
| 9 lutego        | You Don’t Mess Around with Jim | Jim Croce                    |
| 16 lutego       | Planet Waves                   | Bob Dylan                    |
| 23 lutego       | Planet Waves                   | Bob Dylan                    |
| 2 marca         | Planet Waves                   | Bob Dylan                    |
| 9 marca         | Planet Waves                   | Bob Dylan                    |
| 16 marca        | The Way We Were                | Barbra Streisand             |
| 23 marca        | The Way We Were                | Barbra Streisand             |
| 30 marca        | John Denver’s Greatest Hits    | John Denver                  |
| 6 kwietnia      | John Denver’s Greatest Hits    | John Denver                  |
| 13 kwietnia     | Band on the Run                | Paul McCartney & Wings       |
| 20 kwietnia     | John Denver’s Greatest Hits    | John Denver                  |
| 27 kwietnia     | Chicago VII                    | Chicago                      |
| 4 maja          | The Sting                      | ścieżka dźwiękowa            |
| 11 maja         | The Sting                      | ścieżka dźwiękowa            |
| 18 maja         | The Sting                      | ścieżka dźwiękowa            |
| 25 maja         | The Sting                      | ścieżka dźwiękowa            |
| 1 czerwca       | The Sting                      | ścieżka dźwiękowa            |
| 8 czerwca       | Band on the Run                | Paul McCartney & Wings       |
| 15 czerwca      | Band on the Run                | Paul McCartney & Wings       |
| 22 czerwca      | Sundown                        | Gordon Lightfoot             |
| 29 czerwca      | Sundown                        | Gordon Lightfoot             |
| 6 lipca         | Band on the Run                | Paul McCartney & Wings       |
| 13 lipca        | Caribou                        | Elton John                   |
| 20 lipca        | Caribou                        | Elton John                   |
| 27 lipca        | Caribou                        | Elton John                   |
| 3 sierpnia      | Caribou                        | Elton John                   |
| 10 sierpnia     | Back Home Again                | John Denver                  |
| 17 sierpnia     | 461 Ocean Boulevard            | Eric Clapton                 |
| 24 sierpnia     | 461 Ocean Boulevard            | Eric Clapton                 |
| 31 sierpnia     | 461 Ocean Boulevard            | Eric Clapton                 |
| 7 września      | 461 Ocean Boulevard            | Eric Clapton                 |
| 14 września     | Fulfillingness’ First Finale   | Stevie Wonder                |
| 21 września     | Fulfillingness’ First Finale   | Stevie Wonder                |
| 28 września     | Bad Company                    | Bad Company                  |
| 5 października  | Endless Summer                 | The Beach Boys               |
| 12 października | If You Love Me, Let Me Know    | Olivia Newton-John           |
| 19 października | Not Fragile                    | Bachman-Turner Overdrive     |
| 26 października | Can’t Get Enough               | Barry White                  |
| 2 listopada     | So Far                         | Crosby, Stills, Nash & Young |
| 9 listopada     | Wrap Around Joy                | Carole King                  |
| 16 listopada    | Walls and Bridges              | John Lennon                  |
| 23 listopada    | It’s Only Rock’n Roll          | The Rolling Stones           |
| 30 listopada    | Elton John’s Greatest Hits     | Elton John                   |
| 7 grudnia       | Elton John’s Greatest Hits     | Elton John                   |
| 14 grudnia      | Elton John’s Greatest Hits     | Elton John                   |
| 21 grudnia      | Elton John’s Greatest Hits     | Elton John                   |
| 28 grudnia      | Elton John’s Greatest Hits     | Elton John                   |